# Isaak Moissejewitsch Milin
Isaak Moissejewitsch Milin, russisch Исаак Моисеевич Милин, englische Transkription Isaak Moiseevich Milin, (* 16. Februar 1919 in Oster, Ukrainische SSR; † 17. November 1992 in Sankt Petersburg, Russische Föderation) war ein bekannter sowjetischer Mathematiker, der ein Spezialist auf den Gebieten der geometrischen Theorie der Funktionen komplexer Variabler (geometrische Funktionentheorie) und der angewandten Mathematik war. Außerdem war er Oberstleutnant der Luftstreitkräfte der Sowjetunion.

Milin Isaak Moissejewitsch

## Biografische Angaben
Nach erfolgreichem Schulabschluss im Jahre 1937 begann I. M. Milin an der Leningrader Staatlichen Universität  (Mathematisch-Mechanische  Fakultät) sein Mathematikstudium.  Im Zusammenhang mit dem Ausbruch des Zweiten Weltkrieges setzte er sein Studium an der Leningrader Luftwaffenakademie der Roten Armee fort, das er 1944 mit Auszeichnung  beendete.  Hier hat er die Qualifikation sowohl eines Mathematikers als auch eines Dipl.-Ing. (Mechanik) erworben.  Außerdem erhielt er den Rang eines Offiziers der Luftstreitkräfte der UdSSR. Seit dieser Zeit arbeitete I. M. Milin sein ganzes Leben erfolgreich an verschiedenen Lehreinrichtungen und wissenschaftlichen Forschungsinstituten. Unter der wissenschaftlichen Betreuung von Gennadi Michailowitsch Golusin (1906–1952) hat I. M. Milin im Jahre 1950 seine Dissertation verteidigt. Er habilitierte sich im Jahre 1964 (russischer Doktortitel). Sowohl in der Dissertation als auch seiner Habilitationsschrift  befasste er sich mit Entwicklung  und Anwendungen von Methoden der geometrischen Theorie der Funktionen komplexer Variabler. Nach der Demobilisierung aus den Streitkräften der UdSSR im Jahre 1976  hat I. M. Milin die Forschungsabteilung (Labor) für Algorithmisierung und Automatisierung technologischer Prozesse im Leningrader Forschungsinstitut MECHANOBR geleitet.

## Wissenschaftliche Tätigkeit
Ein bedeutender Teil  der wissenschaftlichen Tätigkeit I. M. Milins  ist dem wichtigen Teilgebiet  der komplexen Analysis – der Theorie der regulären, meromorphen und univalenten (schlichten) Funktionen und deren Zusammenhang mit den Problemen der Taylor- und Laurent-Koeffizienten – gewidmet. Er ist für sein Flächentheorem, die Abschätzungen von Koeffizienten und Integralmittelwerten, die Milin-Funktionale, den Tauber'schen Satz von Milin, die Milin'sche Konstante und die exponentiellen Lebedew-Milin-Ungleichungen bekannt. 1949 haben I. M. Milin und Nikolai Andrejewitsch Lebedew (1919–1982) die Hypothese von Rogosinski (1939) über die Koeffizienten der Bieberbach-Eilenberg-Funktionen bewiesen. Im Jahre 1964 erhielt I. M. Milin, im Zusammenhang mit seinen Untersuchungen zur berühmten aus dem Jahre 1916 stammenden Bieberbach-Vermutung, die seit den vorangegangenen 15 Jahren  besten Abschätzungen für die Koeffizienten univalenter  Funktionen. In seiner Monographie „Univalente Funktionen und orthonormierte Systeme“ (1971) sind seine Resultate enthalten und von einem einheitlichen Gesichtspunkt aus alle die mathematischen Ergebnisse  dargelegt, die zu diesem Zeitpunkt für Systeme regulärer flächenorthonormierter Funktionen bekannt waren. I. M. Milin stellte dort auch die Vermutung auf, dass die von ihm konstruierte  Folge von logarithmischen Funktionalen (Milin-Funktionale) für eine beliebige Funktion aus der Klasse S nicht positiv ist und hebt hervor, dass diese Eigenschaft einen Beweis der Bieberbach-Vermutung nach sich zieht. Im Jahre 1984 bewies der französisch-amerikanische Mathematiker Louis de Branges de Bourcia die Milinsche Vermutung und somit auch die Bieberbach-Vermutung. Eine zweite Milinsche Vermutung über die logarithmischen Koeffizienten von univalenten Funktionen, 1983 veröffentlicht, ist nach wie vor ein ungelöstes Problem. Im Laufe von vielen Jahren beschäftigte sich I. M. Milin aktiv mit der Entwicklung und Anwendung von Methoden der Analysis und der Optimierung zur Lösung ingenieurtechnischer Probleme. So hat er u. a. einen wesentlichen Beitrag zur praktischen Anwendung mathematischer Methoden für die Lösung von Problemen der automatischen Steuerung technologischer Prozesse bei der Erzanreicherung geleistet. I. M. Milin  ist Autor mehrerer Lehr- und Handbücher für Ingenieure.

## Regierungsauszeichnungen
I. M. Milin wurde mit vierzehn Auszeichnungen der sowjetischen Regierung, u. a. den Medaillen Für Kampfverdienste und Für den Sieg über Deutschland im Großen Vaterländischen Krieg 1941–1945 geehrt.

## Bibliografie
- I.M.Milin, N.A.Lebedew. Über Koeffizienten einiger Klassen von analytischen Funktionen.  Dokl. Akad. Nauk UdSSR (1949), Band 67, S. 221–223 (russisch).
- N.A.Lebedew, I.M.Milin. Über Koeffizienten einiger Klassen von analytischen Funktionen. Mat. Sb., (1951), Band 28 (70), № 2, S. 359–400 (russisch).
- I.M.Milin. Die Flächen-Methode in der Theorie der univalenten Funktionen. Dokl. Akad. Nauk UdSSR, 154 № 2 (1964), S. 264–267 (russisch); English transl.: Soviet  Math. Dokl. 5 (1964), 78–81.
- N.A.Lebedew, I.M.Milin. Über eine Ungleichung, Vestnik  Leningrad. Univer., 20 (19), (1965),  S. 157–158 (russisch).
- I.M.Milin. Eine Abschätzung der Koeffizienten von univalenten Funktionen. Dokl. Akad. Nauk UdSSR, 160, № 4 (1965), S. 769–771 (russisch); English transl.: Soviet Math. Dokl. 6 (1965), 196–198.
- I.M.Milin. Über die Koeffizienten der univalenten Funktionen. Dokl. Akad. Nauk UdSSR, 176(1967), S. 1015–1018 (russisch); English transl.: Soviet Math. Dokl. 8 (1967), 1255–1258.
- I.M.Milin. Die Methode der Flächen für univalente Funktionen in endlich zusammenhängenden Gebieten. Trudy Mat. Inst. W.A.Steklow Akad. Nauk UdSSR, 94, (1968), S. 90–122 (russisch); English transl.: Proc. Steklov-Inst. Math. 94 (1968), 105–142.
- I.M.Milin. Über die benachbarten Koeffizienten der univalenten Funktionen. Dokl. Akad. Nauk UdSSR 180, № 6 (1968), S. 1294–1297 (russisch); English transl.: Soviet Math. Dokl. 9 (1968), 726–765.
- I.M.Milin. Die Regularitätstheoreme von Hayman für die Koeffizienten von univalenten Funktionen. Dokl. Akad. Nauk UdSSR, 192, № 4 (1970), (russisch); English transl.: Soviet Math. Dokl. 11 (1970), 724–728.
- I.M.Milin. Die Methoden der Suche der Extremumswerte von Funktionen mehrerer Variabler, Moskau, Wojenisdat, (1971), (russisch).
- I.M.Milin, Ju.A.Litwintschuk. Die Abschätzung der äußeren Bögen bei univalenten Abbildungen. Matem. Zametki, 18:3 (1975), S. 367–378 (russisch).
- I.M.Milin. Univalente Funktionen und orthonormale Systeme. Moskau,  Nauka, 1971, (russisch); English transl.: Amer. Math. Soc. Providence, RI(1977).
- I.M.Milin. Eine Eigenschaft der logarithmischen Koeffizienten von univalenten Funktionen. Metrische Fragen der Funktionentheorie. Naukova Dumka, Kiew (1980), S. 86–90 (russisch).
- I.M.Milin. Die Hypothese über die logarithmischen Koeffizienten der univalenten Funktionen. Analytische Zahlentheorie und Funktionentheorie. Vol. 5, Zap. Nautschn. Sem.  Leningrader Abteilung d. Math. Inst. W.A.Steklow, 125(1983), S. 135–143 (russisch); English transl.: J. Soviet Math. 26 (6) (1984), 2391–2397.
- I. M. Milin: Comments on the proof of the conjecture on logarithmic coefficients, in Albert Baernstein, David Drasin, Peter Duren, Albert Marden: The Bieberbach Conjecture: Proceedings of the Symposium on the Occasion of the Proof, American Mathematical Society (1986), S. 109–112 (englisch).
- V.I.Braun, V.G.Djumin, I.M.Milin, V.S.Prozuto. Bilanz der Metalle. Computer: Auskunftsbeihilfe, Moskau: Nedra, (1991),  (russisch).
- Ju.E.Alenizyn, A.Z.Grinschpan, E.G.Jemeljanow, I.M.Milin. Die Goluzin'sche Schule der geometrischen Theorie von Funktionen komplexer Variabler. Preprint (1990). Funktionalanalysis (Uljanowsk), 37 (1999), S. 3–14 (Teil 1), S. 15–28 (Teil 2)  (russisch).